# Universidad Politécnica Estatal de California
La Universidad  Politécnica Estatal  de California (California Polytechnic State University en idioma inglés), comúnmente conocida como Cal Poly San Luis Obispo, es una universidad pública, coeducacional, ubicada en el Condado de San Luis Obispo (California), Estados Unidos, cerca de San Luis Obispo.
Forma parte del sistema de 23 universidades de la Universidad Estatal de California. La universidad cuenta con un campus de más de 39.17 km² que se encuentra ubicado en la ciudad de San Luis Obispo en el estado de California en los Estados Unidos.